# Гурьев, Анатолий Викторович
Анатолий Викторович Гурьев (бел. Анатоль Віктаравіч Гур'еў; род. 14 октября 1955, Народичи, Житомирская область) — советский, российский, белорусский актёр театра и кино. Член Белорусского союза кинематографистов (1980). Обладатель Приза зрительских симпатий за роль в спектакле «Поле битвы» на VIII Международном кинофестивале стран содружества независимых государств и Балтии «Листопад-2001».

## Биография
В 1980 году окончил Белорусский государственный театрально-художественный институт (БГТХИ, курс А. И. Бутакова).
С 1981 года — актёр Минского Театра-студии киноактера.
С 1990 года член Белорусского союза кинематографистов.
Вот уже тридцать девять лет Анатолий Гурьев работает в театра и снимается в кино. На его счету в репертуаре театра более двадцати пяти ролей. Самые яркие: Земляника в «Фантазиях по Гоголю», Ларсонье в «Похищении Елены», Мышиный король в «Щелкунчике», Микеле в «Филумене Мартурано», Карлос в «Последней женщине сеньора Хуана», Сан-Саныч в «Острове нашей Любви и Надежды», Красовский в «Поле битвы». В своих ролях Анатолий Гурьев всегда мастерски выполняет задачи, поставленные режиссёром, и полностью нацелен на решение жанровых и смысловых целей своих персонажей.

### Роли в театре
- Щелкунчик Мышиный Король, Папа Король
- Фантазии по Гоголю Земляника
- Похищение Елены — Густав Ларсонье
- Филумене Мартурано Микеле
- Последней женщине сеньора Хуана Карлос
- Остров нашей Любви и Надежды — Сан-Саныч
- Поле битвы — Красовский
- Очень простая история — Петух
- …Забыть Герострата! — Тюремщик
- Механический человек — Крайнев
- Средство Макропулоса — Адвокат Коленатый
- Хто смяецца апошнім — Зёлкін
- Безымянная звезда — Начальник вокзала
- Тэатр купца Япішкіна — Сладкаспеваў

### Роли в кино
- 1981 — Его отпуск — приятель Виктории, официант
- 1981 — Ожидание полковника Шалыгина — Сомов, лейтенант
- 1981 — Паруса моего детства — Аникейчик
- 1981 — Раскиданное гнездо — эпизод
- 1982 — Личные счеты — Фролов
- 1982 — Полигон — Сушко
- 1984 — В лесах под Ковелем — Павлов Владимир
- 1984 — За ночью день идёт — Братишка
- 1985 — Куда идёшь, солдат? — Громов
- 1985 — Друзей не выбирают — эпизод
- 1985 — Осенние утренники — Васяка, сын Прасковьи
- 1985 — Холода в начале весны (короткометражный) — партизан
- 1986 — Личный интерес — Заместитель Сурмилы
- 1987 — Государственная граница. За порогом победы — Владимир Андреевич Захарин, лейтенант, начальник погранзаставы
- 1987 — Приказ — лейтенант Гурьев
- 1988 — Гомункулус — Коля
- 1989 — Его батальон — эпизод
- 1989 — Степан Сергеич — участник застолья в ресторане на аэровокзале
- 1989 — И повторится всё — Адам, полицай
- 1990 — Человек из черной "Волги" — сотрудник лаборатории
- 1990 — Плач перепёлки — начальник штаба
- 1991 — Бес — эпизод
- 1991 — Крест милосердия — эпизод
- 1993 — Здешние — эпизод
- 1993 — Силуэт в окне напротив — эпизод
- 1993 — Дела Лоховского — ведущий встречи с избирателями "Голосовать за"
- 1994 — Заколдованные — эпизод
- 1995 — Западня для зубра — эпизод
- 1995 — Сын за отца — эпизод
- 1996 — Птицы без гнёзд — эпизод
- 1997 — Бег от смерти — эпизод
- 1997 — Ботанический сад — эпизод
- 1997 — Мытарь — эпизод
- 1997 — Страна глухих — эпизод
- 1997 — Дело телячье — эпизод
- 1998 — Зал ожидания — эпизод
- 1998 — Падение вверх — эпизод
- 1999 — Китайский сервиз — эпизод
- 1999 — Любить по-русски 3: Губернатор — эпизод
- 1999 — Рейнджер из атомной зоны — эпизод
- 2000 — Марш Турецкого — эпизод
- 2001 — Поводырь —
- 2001 — Ускоренная помощь 2 — РобоМент, капитан Рогов
- 2002 — Каменская-2 — милиционер в метро
- 2002 — Подружка Осень — папа Анны
- 2003 — Бабий Яр — Глеб Онофриенко
- 2002 — Между жизнью и смертью — Александр Поляков
- 2004 — Вам — задание! — эпизод
- 2004 — Ещё о войне — эпизод
- 2004 — Дунечка — режиссер театра
- 2004 — Мужчины не плачут — эпизод
- 2004 — Фабрика грёз — эпизод
- 2005 — Глубокое течение — эпизод
- 2005 — Мужчины не плачут 2 — эпизод
- 2005 — Последний бой майора Пугачева — Мальцев, полковник
- 2005 — Признание — эпизод
- 2005 — Человек войны — эпизод
- 2005 — Три талера — следователь
- 2006 — Тихий Дон — есаул Рябчиков
- 2007 — Всё по-честному — милиционер
- 2007 — 1612: Хроники Смутного времени — мужик в Наволоке
- 2007 — Сынок — директор интерната
- 2007 — Скульптор смерти — Эдуард Васильевич Пивоваров
- 2007 — Ваша честь — эпизод
- 2007 — Иго любви — эпизод
- 2007 — Щит отечества — эпизод
- 2007 — Я — сыщик — эпизод
- 2008 — В июне 41-го — эпизод
- 2008 — Вызов-3 — Семен Михайлович Мацаев
- 2008 — Пока мы живы — Сергей Сергеевич
- 2008 — Господа офицеры. Спасти императора — эпизод
- 2008 — Сумасшедшая любовь — эпизод
- 2008 — Тень самурая — эпизод
- 2009 — Вольф Мессинг: видевший сквозь время — эпизод
- 2009 — Детективное агентство «Иван да Марья» — Леонид Сергеевич Мещерин
- 2009 — Журов — Петровский, дрессировщик
- 2009 — Террористка Иванова — капитан
- 2009 — Золотая страна — председатель колхоза
- 2009 — Хозяйка тайги — эпизод
- 2009 — Суд — эпизод
- 2009 — Марго. Огненный крест — эпизод
- 2010 — Капитан Гордеев — Тарасыч, тренер
- 2010 — Месть — майор
- 2010 — Псевдоним «Албанец»-3 — сосед Воронкова
- 2010 — Трамвай в Париж — эпизод
- 2011 — Ночной таверны огонёк — эпизод
- 2011 — Навигатор — Юрий Николаевич Кураев, подполковник ФСБ
- 2011 — Не жалею, не зову, не плачу — Анатолий Григорьевич, врач
- 2011 — Немец — майор, начальник лагеря военнопленных
- 2011 — Семейный детектив — Иван Ильич Попков, судья
- 2011 — Талаш
- 2011 — Четыре времени лета — директор института
- 2011 — Один единственный и навсегда — эпизод
- 2011 — Талаш — эпизод
- 2011 — Четыре времени лета — директор института
- 2012 — Смерть шпионам. Ударная волна — Кот, заключённый «шарашки»
- 2012 — Отдел С. С. С. Р. — начальник полиции
- 2012 — Санта Лючия — Петр Ковров, начальник УВД
- 2012 — Сердце не камень — Матвеев, отец Гали
- 2012 — Обратная сторона Луны — тренер
- 2012 — Случайные знакомые — охотник за цветным металлом
- 2012 — Спасти или уничтожить — полковник НКВД
- 2013 — Верни меня — врач
- 2013 — Все сокровища мира — Андрей Иванович Лопатко, следователь
- 2013 — Она не могла иначе — Григорий Петрович, главврач
- 2013 — Потому что люблю — Матвей Егорыч, дворник Веселовых
- 2013 — Следователь Протасов — Денис Валерьевич Дрёмов, генерал-майор в отставке
- 2013 — Следы апостолов — Шмель, командир партизанского отряда
- 2013 — Старшая сестра — полковник
- 2013 — Сын отца народов — эпизод
- 2014 — Алхимик. Эликсир Фауста — майор районного отделения милиции
- 2014 — Вопреки всему — директор детдома
- 2014 — Врачиха — Валерий Михайлович Карпов, риэлтор
- 2014 — Доброе имя — Александр Васильевич Сидоров, сторож автостоянки
- 2014 — Красавец и чудовище — Алексей Николаевич
- 2014 — Слепой расчет — главврач
- 2014 — Снег растает в сентябре — Федор Михайлович Вишневский, отец Маши
- 2014 — Старшая дочь — председатель опекунского совета
- 2014 — Трюкач — Крутилин, егерь
- 2015 — Дочь за отца — Илья Семёнович Терентьев
- 2015 — Код Каина —
- 2015 — Королева красоты — эпизод
- 2015 — На дальней заставе — рыбак
- 2015 — Неподкупный — Валерий Петрович Рябинин, прокурор
- 2015 — Плакучая Ива —
- 2015 — Прерванные воспоминания —
- 2015 — Тонкий лёд — эпизод
- 2015 — Фарца — слесарь
- 2016 — Автошкола — Анатолий, капитан ДПС
- 2016 — Куба — Роман Андреевич Кашин, отец погибшей девушки
- 2016 — К тёще на блины — Андрей Максимович Тимохин
- 2016 — 2019 — Мухтар. Новый след — рабочий/главный редактор/Петров
- 2017 — Мои дорогие — директор завода
- 2017 — Последний шанс (короткометражный) —
- 2017 — Три в одном — Владимир Федорович, начальник Журавлёва, полковник
- 2017 — Три в одном 2 — Владимир Федорович, начальник Журавлёва полковник
- 2017 — Чёрная кровь — Илья Котов
- 2017 — Через беды и печали — Иван Иванович Власов, участковый, капитан
- 2018 — Акварели — Семёнов, сосед
- 2018 — Внутри себя —
- 2018 — Женщины — директор театра
- 2018 — Качели — Григорий, коммерсант
- 2018 — Несмешная любовь — дед
- 2018 — Три в одном 3 — Владимир Федорович начальник Журавлёва, полковник
- 2018 — Отпуск за период службы — эпизод
- 2018 — Три в одном 4 — Владимир Федорович начальник Журавлёва, полковник
- 2018 — Фламинго — Григорий Иванович, мэр
- 2019 — Вернись в Сорренто — врач
- 2019 — Три в одном 5 — Владимир Федорович начальник Журавлёва, полковник
- 2019 — Роман с прошлым — Михаил, сосед Калинина
- 2019 — Сердце не обманет, сердце не предаст — эпизод
- 2019 — Три в одном 6 — Владимир Федорович начальник Журавлёва, полковник
- 2019 — Три в одном 7 — Владимир Федорович начальник Журавлёва, полковник
- 2019 — Три в одном 8 — Владимир Федорович начальник Журавлёва, полковник
- 2020 — Пересуд — водитель бензовоза
- 2020 — Танкист — начальник штаба
- 2021 — Акушерка. Счастье на заказ — Кузнецов, отец Маши
- 2022 — Чернобыль — эпизод
- 2022 — Что и требовалось доказать 2 — отец Лены и Лоры
- 2023 — Соловейка — вахтер
- 2023 — Сто дорог — хозяин дачи